# 條紋馬面魨
條紋馬面魨（学名：Thamnaconus striatus），為輻鰭魚綱魨形目鱗魨亞目單棘魨科的其中一種熱帶海水魚，其种加词“striatus”意为“有条纹的”。分布於印度西太平洋區，包括印度及澳洲西北部海域，棲息深度175-377公尺，體長可達30公分，棲息在底層水域，生活習性不明。